# Палладин, Александр Владимирович
Александр Владимирович Палладин (29 августа [10 сентября] 1885, Москва — 6 декабря 1972, Киев) — советский биохимик. Президент Академии наук Украинской ССР (1946—1962), академик Академии наук УССР, Академии наук СССР и Академии медицинских наук СССР. Герой Социалистического Труда. Основатель украинской школы биохимиков.

## Биография
Родился 29 августа (10 сентября) 1885 года в Москве в семье будущего академика Петербургской Академии наук, ботаника, биохимика и физиолога растений В. И. Палладина.
Учился в Петербургском университете, который окончил в 1908 году. Будучи студентом, работал в лабораториях Н. Е. Введенского, занимаясь нервно-мышечной физиологией, и у И. П. Павлова, где участвовал в исследованиях по физиологии мозговых рефлексов. В 1907—1908 гг. преподавал естественную историю в 1-м петербургском реальном училище.
В 1909 году совершенствовал образование в Гейдельбергском университете. В том же году начал работать на кафедре физиологии Женского педагогического института (до 1916). В 1914—1916 гг. преподавал также на Высших женских сельскохозяйственных курсах.
В период 1916—1923 годов был профессором Новоалександрийского института сельского хозяйства и лесоводства (с 1921 года — Харьковский сельскохозяйственный институт). Одновременно, в 1921—1931 годах заведовал кафедрой физиологической химии Харьковского медицинского института.
С 1925 года по 1970 год возглавлял Украинский биохимический институт (с 1931 года — Институт биохимии АН Украины в Киеве); одновременно, в 1934—1954 годах был заведующим кафедрой биохимии Киевского университета. Является основателем и первым редактором, с 1926 года, "Украинского биохимического журнала".
В период 1935—1938 годов был секретарём Президиума Академии наук Украинской ССР; в 1939—1946 годах — вице-президент Академии наук Украинской ССР, a в 1946—1962 годах — президент Академии наук Украинской ССР.
26 июня 1945 года вместе с Дмитрием Мануильским и Иваном Сениным, заместителями председателя Совета Министров Украинской ССР, принял участие в церемонии подписания Устава ООН.
Умер 6 декабря 1972 года в Киеве. Похоронен на Байковом кладбище (надгробный памятник — бронза, гранит, барельеф; скульптор А. П. Скобликов, архитектор А. Ф. Игнащенко; установлен в 1973 году).

### Научная деятельность
Труды Александра Владимировича посвящены важным разделам биохимии животного организма. Совместно с сотрудниками им впервые в СССР были начаты систематическое экспериментальное изучение биохимии витаминов, а также разработка проблемы промежуточных химических превращений в процессах обмена веществ (внутриклеточный углеводный и фосфорный обмен). В своих ранних работах, посвящённых изучению креатина, впервые отметил значение этого вещества для организма; им исследовано образование креатина, его связь с углеводным обменом и др. Особое значение имеют его труды в области биохимии мышечной и нервной систем. Палладиным с сотрудниками были выявлены биохимические различия отдельных функционально отличных участков центральной нервной системы; проведены сравнительно-биохимические исследования тканей нервной системы различных видов животных; изучен химический состав тканей нервной системы в процессе эмбрионального развития животных и др. Известны исследования Палладина по биохимии головного мозга при различных функциональных состояниях, в частности при возбуждении и торможении. Его работы по биохимии мышечной деятельности легли в основу современных представлений функциональной биохимии о процессах утомления, отдыха и тренировки мышцы, что имеет большое значение для освещения ряда практических вопросов физиологии труда и спорта. В области биохимии витаминов занимался изучением процессов их превращения в тканях животного организма, вопросами расстройства обмена веществ при различных авитаминозах, гиповитаминозах и др.; создал синтетический витаминный препарат «викасол», используемый в мед. практике.

### Научные труды
- Влияние углеводного и белкового голодания на выделение креатина и креатинина. — Петроград: тип. Имп. Акад. наук, 1916.
- Основы питания. — 3-е изд., перераб. и доп. — Москва: М. и С. Сабашниковы, 1927. — 220 с.
- Учебник физиологической химии для студентов и врачей / Проф. А. В. Палладин. — 2-е изд., перераб. и доп. — Харьков: Научная мысль, 1927. — 423 с.
- Механика жизни: Нервная система и внутренняя секреция. — Харьков: Путь просвещения, 1923.
- Химическая природа витаминов. 3 изд. Киев: Изд-во АН УССР, 1941.
- Учебник биологической химии. (учебник для высших мед. учеб. заведений.) — 11-е изд. — М.: Медгиз, 1942. — 500 с.
- Биохимия нервной системы. — Киев: Изд-во АН УССР, 1958.
- Белки головного мозга и их обмен. — Киев: Наукова думка, 1972. — 315 с.

## Семья
Сын — Пётр Александрович Палладин (1909–1975), в годы войны начальник радиовещательного узла связи Ленинградского радиокомитета. 

## Награды
- Герой Социалистического Труда (13 сентября 1955)
- Орден Ленина (2 марта 1944)
- Орден Ленина (9 сентября 1945) — за выдающиеся заслуги в области биохимии и подготовки кадров советских биохимиков, в связи с 60-летием со дня рождения
- Орден Ленина (23 января 1948)
- Орден Ленина (19 сентября 1953)
- Орден Ленина (13 сентября 1955)
- Орден Ленина (10 сентября 1965)
- орден Октябрьской Революции (20 июля 1971)
- 2 ордена Трудового Красного Знамени (24 апреля 1941, «за выдающиеся заслуги в области биохимии и за подготовку кадров советских биохимиков»; 10 июня 1945)
- орден Красной Звезды (1 октября 1944)
- медали
- болгарский орден «Кирилл и Мефодий» 1-й степени

## Память
- В честь признания заслуг учёного перед народом его именем назван проспект в Киеве.
- Имя А. В. Палладина носит институт биохимии НАН Украины.
- Мемориальные доски установлены:
  - в Киеве на фасаде здания президиума НАН Украины и на здании института биохимии НАН Украины;
  - в Харькове на фасаде здания Харьковского Национального медицинского университета.
- В Донецке есть улица Палладина
- Именем Палладина названа ежегодная премия НАН Украины[укр.] за достижения в биохимии и молекулярной биологии.